# 阿野廉子
阿野 廉子（あの れんし/かどこ）は、鎌倉時代後期から南北朝時代にかけての女房・後宮・女院。後醍醐天皇の側室・寵姫にして、祥子内親王（日本最後の伊勢神宮斎宮）、南朝の皇太子恒良親王、征夷大将軍成良親王、そして義良親王すなわち後村上天皇らの母である。従三位に叙されて三位内侍（さんみのないし）、また院号宣下を受けて新待賢門院（しんたいけんもんいん）と呼ばれた。
父は右近衛中将・阿野公廉、母は不詳だが、後に洞院公賢の養女となった。実家の阿野家は藤原北家閑院流の公家であり、阿野全成の外孫・実直を始祖としている。もとは元応元年（1319年）に後醍醐天皇正妃である西園寺禧子が中宮に冊立された年、中宮内侍（中宮の配下の官僚の序列第三位）として宮廷に務めた。その後、禧子に内侍として仕えつつも後醍醐天皇の側室ともなり、正中2年（1325年）に恒良親王が出生したのをはじめ、後醍醐との間に多くの皇子をもうけた。正妃であり後醍醐から絶大な寵愛を受ける禧子に比べれば目立たない立場ではあったが、禧子に次ぐ寵姫として元弘の乱での隠岐国配流などに同行し、陰から後醍醐を支えた。
和歌の才能と稀代の美貌を誇った禧子に比べ、廉子は裏方的な実務能力に優れ、最晩年には「新待賢門院令旨」を発して南朝の国政にも関与した。和歌においても、正規の勅撰和歌集に入集こそしなかったものの、準勅撰である『新葉和歌集』には20首が入集している。
なお、後村上天皇と敵対した北朝で書かれた軍記物語『太平記』では、禧子から後醍醐の寵を奪った傾城・傾国の悪女と描かれた。史実としては、廉子が表に台頭したのは禧子崩御後であり、その後でさえ、禧子が受けた破格の寵愛・寵遇に優越した訳ではない。

## 経歴
『女院小伝』によれば、生後、左大臣洞院公賢の養女となったという。
元応元年（1319年）8月西園寺禧子が後醍醐天皇の中宮に冊立された際、19歳で中宮内侍（中宮の配下の序列第三位）として入侍した。なお、この時の同僚が宣旨（序列第一位）で二条派の歌人の二条藤子、および中宮御匣殿別当（序列第二位）の御匣殿 (西園寺公顕女) である。
1320年代前半に祥子内親王、正中2年（1325年）に恒良親王を出産したのを始め、その後、後醍醐との間に多くの子を為し、嘉暦3年（1328年）には義良親王（のちの後村上天皇）が出生。元弘元年/元徳3年（1331年）3月 には従三位に叙され、三位内侍と称した。

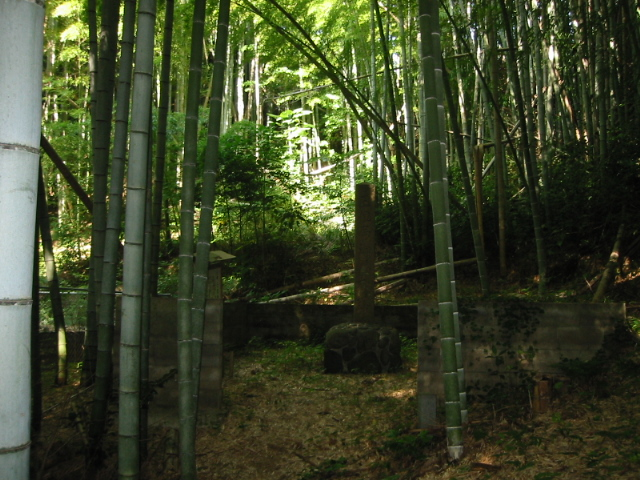
三位局御屋形跡（隠岐・西ノ島）

元弘2年/元徳4年（1332年）、前年の元弘の乱のために後醍醐の隠岐島配流に随行する。
建武の新政が開始した元弘3年（1333年）の10月12日（西暦11月19日）に禧子が崩御すると、既に多数の皇子を産み、後醍醐の隠岐での苦難を支えた妃として台頭する。
建武元年（1334年）1月23日には、廉子にとっての長男である恒良親王が立太子される。建武2年（1335年）4月には、准三后の栄誉に与った。
新政瓦解後は吉野遷幸にも同行して後醍醐天皇を助け、その亡き後は後村上天皇の生母として南朝の皇太后となり、正平6年/観応2年（1351年）12月に院号宣下を受け、正平12年/延文2年（1357年）9月落飾した。
正平14年/延文4年（1359年）4月河内観心寺で崩御、享年59。

## 人物・評価
歌人としては、準勅撰集『新葉和歌集』に20首が入集した。
後世作られた悪女伝説には北朝からの偏向を疑う必要があるが、廉子に官僚・政治家として高い能力があったのは確かである。女院号を得た正平6年/観応2年（1352年） 以降は南朝の国政に直接参与する能力を持ち、「新待賢門院令旨」を発して、山城国の祇園社に命じて祈祷を行わせたり、大和国西大寺の所領安堵を行ったりなどしている。日本史研究者の森茂暁は、この最晩年の廉子の活躍について、「尼将軍北条政子を彷彿させる」と評している。
北畠顕家が死に臨んで書き上げた『北畠顕家上奏文』（延元3年/暦応元年5月15日（1338年6月3日））では、「女官の中に、私利私欲により国政を乱すものがいる」と名指しこそしていないものの、廉子を重用する後醍醐天皇を暗に非難している部分がある。ただしこれはあくまで公家代表としての偏向がかかった意見であり、客観的事実として廉子の影響が悪いものだったかどうかについては、一歩離れて見る必要がある。

## 悪女伝説
『太平記』は、廉子が「殊艶」のみならず「便佞」であったために後醍醐天皇からの寵愛を独占したとする一方で、新政挫折の一因には、廉子と護良親王による政権内抗争があるとして、「雌鳥が鳴いて夜明けを報せると一家が滅ぶ」という中国の諺を引き合いに出し、批判的な叙述を行っている。
しかし、正妃である西園寺禧子から帝の寵を奪った傾城傾国の悪女という記述は、『太平記』以外には見られず、他の現存資料と一致しない。『太平記』内部でも4巻などでは後醍醐と禧子の仲睦まじさが描かれており、廉子悪女説は物語としても設定が破綻している。史実ではないことが描かれた理由として、『太平記』研究者の兵藤裕己は、一つ目には、編纂者が文学的効果を狙って白居易の漢詩「上陽白髪人」を下敷きに創作したことと、二つ目には、現行の『太平記』の1巻・12巻・13巻には、建武政権批判を意図して、室町幕府からの改竄が加えられていると見られることを指摘している。

## 墓所

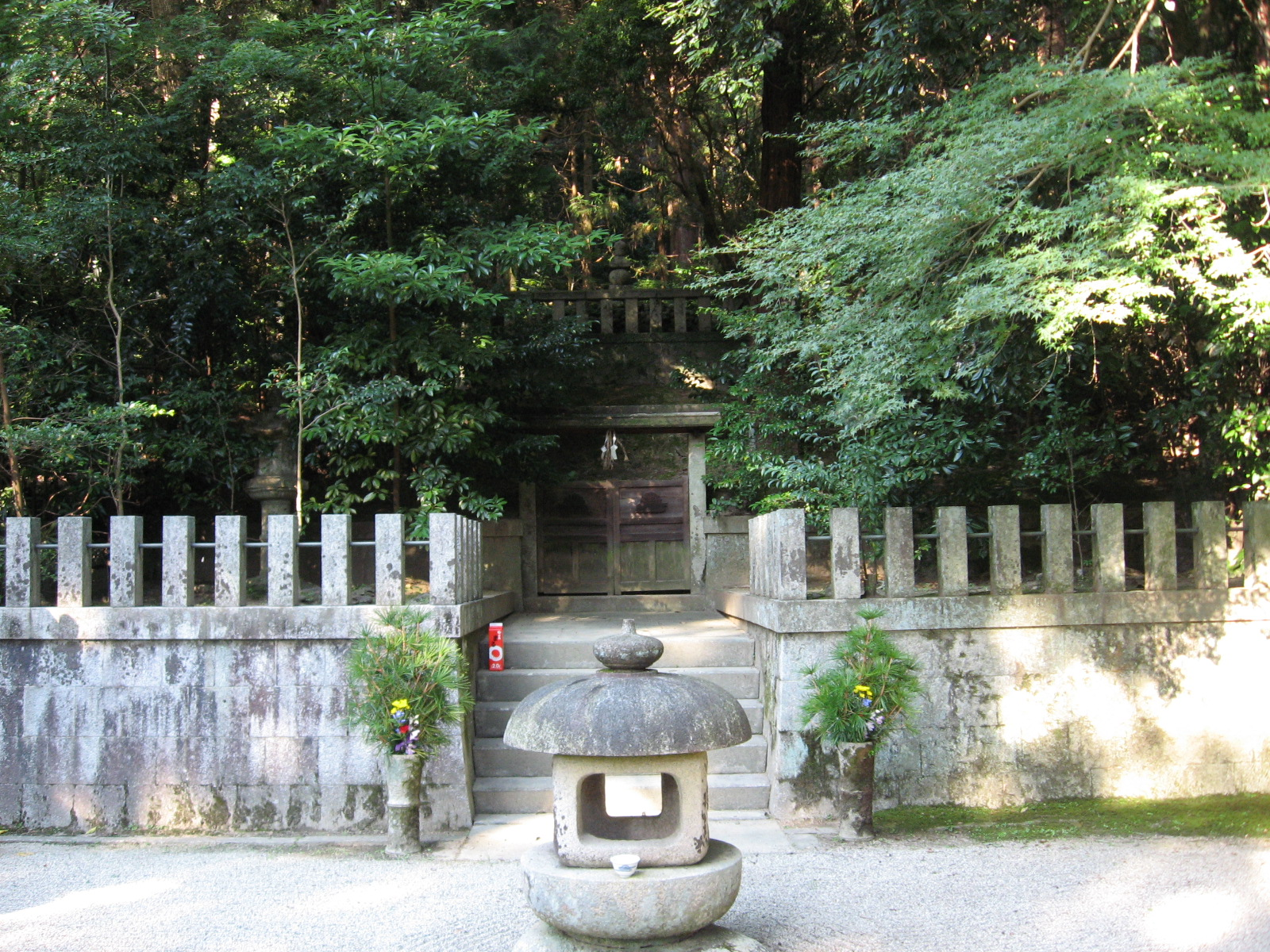
楠公首塚（観心寺）

墓所については、観心寺境内のコウボ坂陵墓参考地、境外の檜尾塚陵墓参考地などが伝承されているが、天授4年/永和4年（1378年）に当寺を参詣した賢耀の『観心寺参詣諸堂巡礼記』を参照すると、現在境内に「楠公首塚」と称している五輪塔の辺りが真の女院墓に相当するようである。

## 関連作品
『太平記』の印象の強さから、一般的に「悪女」のイメージで描かれることが多い。
小説
- 吉川英治『私本太平記』
- 峰隆一郎『足利尊氏 女太平記』
- 森村誠一『太平記』

映画
- 桜 さくら（1924年、日活、演：尾上多磨之丞）

テレビドラマ
- 太平記（1991年、NHK大河ドラマ、演：原田美枝子）

舞台
- 桜嵐記（宝塚歌劇・月組公演）（2021年、演：楓ゆき）

漫画
- かみやそのこ『阿野廉子（ロマンコミックス 人物日本の女性史17）』
- 市川ジュン『鬼国幻想』